# Aas (hengelsport)

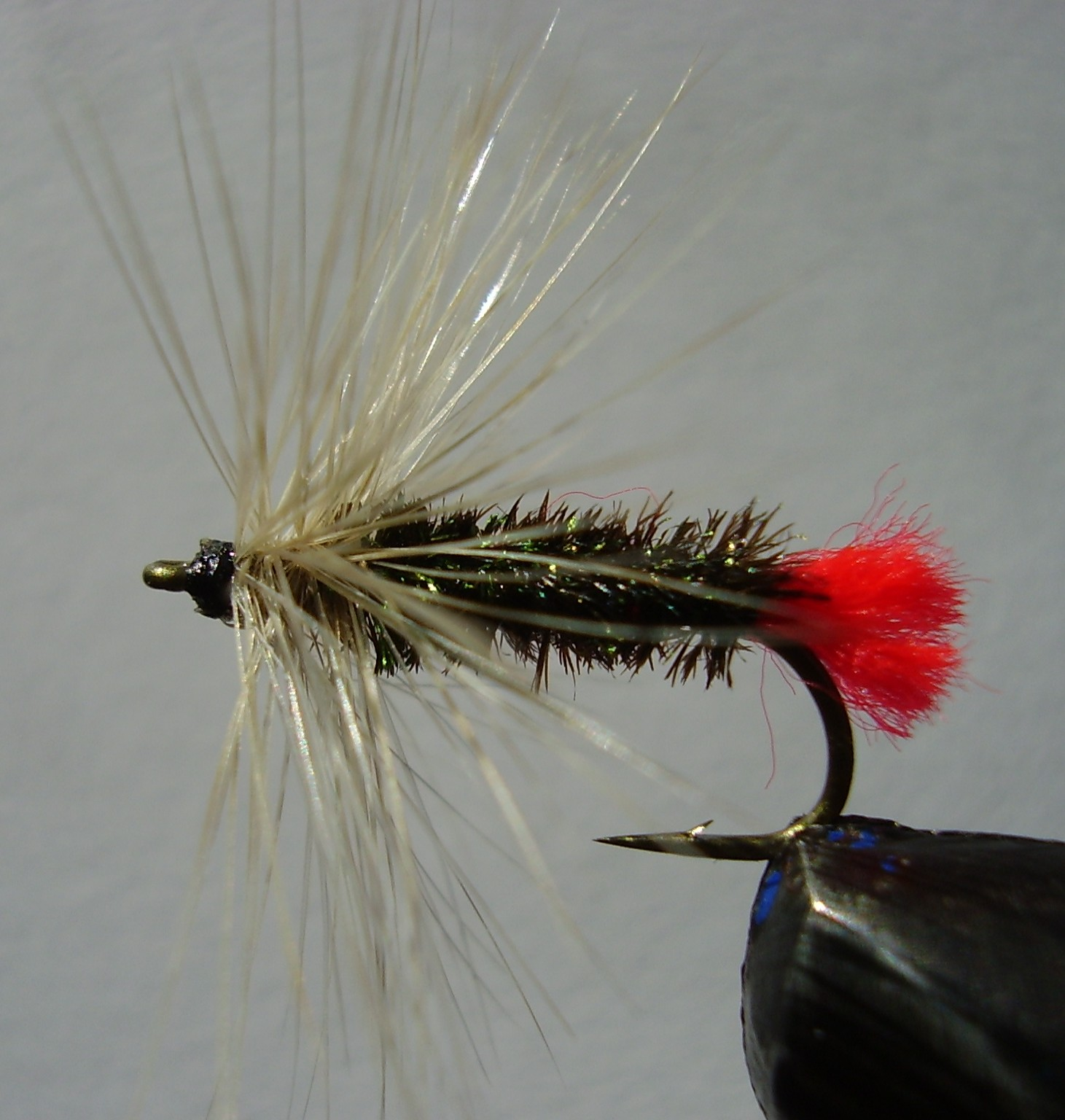
Kunstvlieg (Red Tag)

Aas is een aanduiding in de hengelsport die gebruikt wordt voor uit organisch materiaal samengesteld voer. Het kan gaan om lokaas (voer), dat in grotere hoeveelheden wordt verspreid om bepaalde vissen te lokken. Meestal slaat de term op het soort aan de vishaak bevestigd aas dat een specifieke vis moet laten toehappen. Er zijn twee soorten aas, levend aas en aas bestaande uit vast voedsel, al dan niet aangelengd met lok- of geurstoffen.

## Levend aas
Als levend aas worden meestal regenwormen gebruikt en soms insecten als vliegen, de larven ervan, maden genoemd en soms zelf de verpopte versie.
Onder levend aas wordt ook vaak een visje verstaan, maar het gebruik van levende gewervelden als aas is in Nederland en Duitsland bij wet verboden maar in België en Frankrijk niet. Bij gewervelde dieren is het bewustzijn wat hoger ontwikkeld, dan bij ongewervelden, maar ook ongewervelde dieren als de als inktvis aan de slakken verwante octopus lijken vrij bewust en intelligent te zijn. Experimenten zijn niet altijd even duidelijk of de pijnreactie een reflex is of dat de pijn ook daadwerkelijk lijden veroorzaakt. Dieren als libellen en kreeften hebben geen moeite met het verorberen van hun eigen lichaam, maar andere ongewervelden zoals wormen en slakken vertonen wel pijnreacties.

## Levenloos en dood aas
Aas dat niet bestaat uit levende dieren kan bestaan uit een poedervormig tot vlokkerig materiaal wat meestal wordt gestrooid om meerdere vissen te lokken. Sommige vissen lusten ook brood, groenten en andere organische materialen.
Als karperaas worden vaak kleine, ronde harde deegbolletjes gebruikt, boilies genaamd.
De term "dood aas" wordt vooral gebruikt bij het snoekvissen met dode vissen of stukken vis.

## Kunstaas
Kunstvliegen kunnen ook als kunstaas worden gezien. In de hengelsport is het vissen met kunstvliegen een aparte discipline: het vliegvissen.

Over het algemeen spreekt men van kunstaas bij gebruik van metalen, houten of kunststof objecten, die een combinatie van visuele en stromingsprikkels geven waardoor roofvissen het als prooi herkennen. De belangrijkste soorten kunstaas zijn:
- Lepels - Een gebogen metalen plaat met een dreg aan het einde, met een dwarrelende actie.
- Spinners Een ovale metalen gebogen plaat die om een stalen as draait met aan het eind een haak.
- Pluggen en Jerkbaits - Min of meer visvormige objecten van hout of kunststof. Pluggen zijn vooraan voorzien van een schoep.
- Softbaits of shads - Vis-, amfibie- of wormachtige imitatie van zeer zachte en soepele kunststof.

Kunstaas wordt over het algemeen weer uitgeworpen en weer binnen gevist zodat een zwemmende actie ontstaat, maar met de softbaits wordt ook verticaal gevist (de softbait wordt onder een boot langzaam vlak bij de bodem op en neer gehaald) en de dropshottechniek, (de softbait staat haaks op de hoofdlijn met 30 cm daaronder een loodje dat contact met de bodem houdt).
Vissen met kunstaas (groter dan 2.5 cm) is in Nederland verboden van april t/m de laatste vrijdag van mei.

## Afbeeldingen

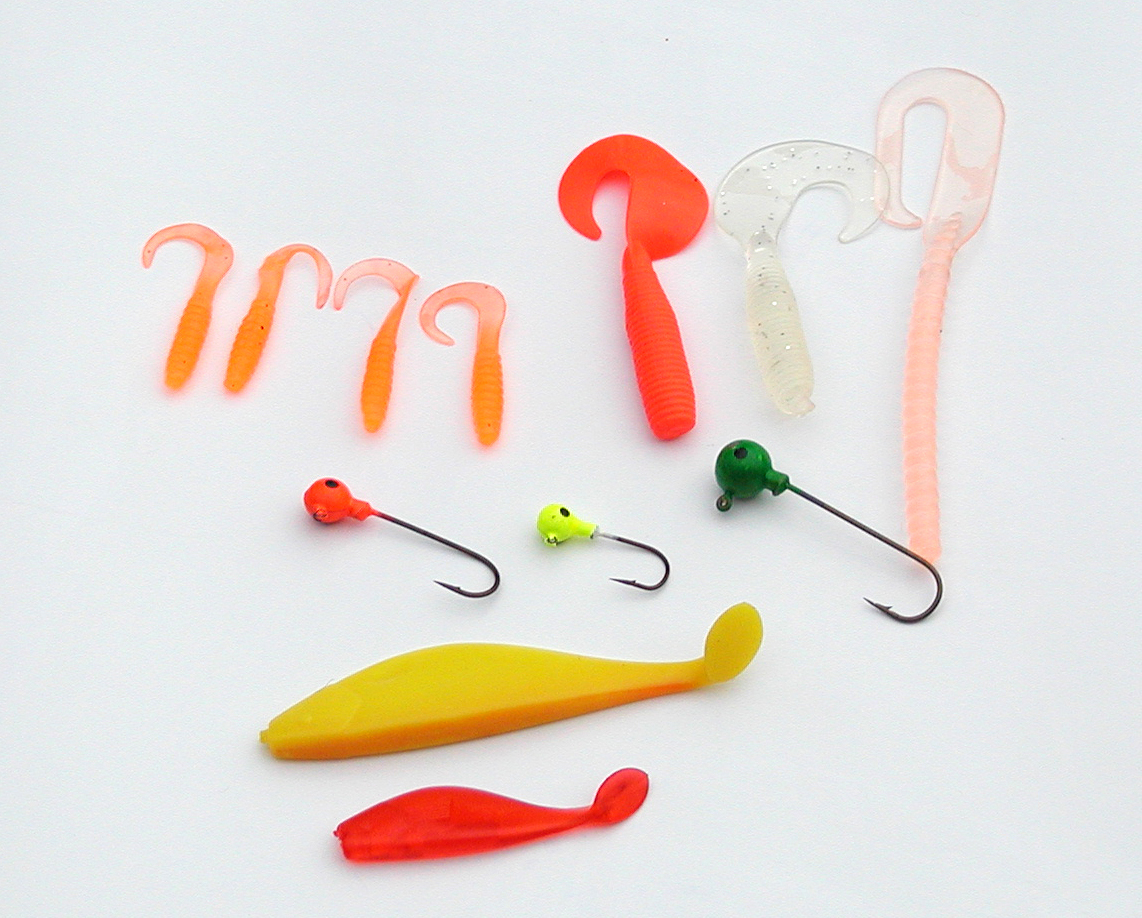
Softbaits, wormpjes = twisters, visjes = shads
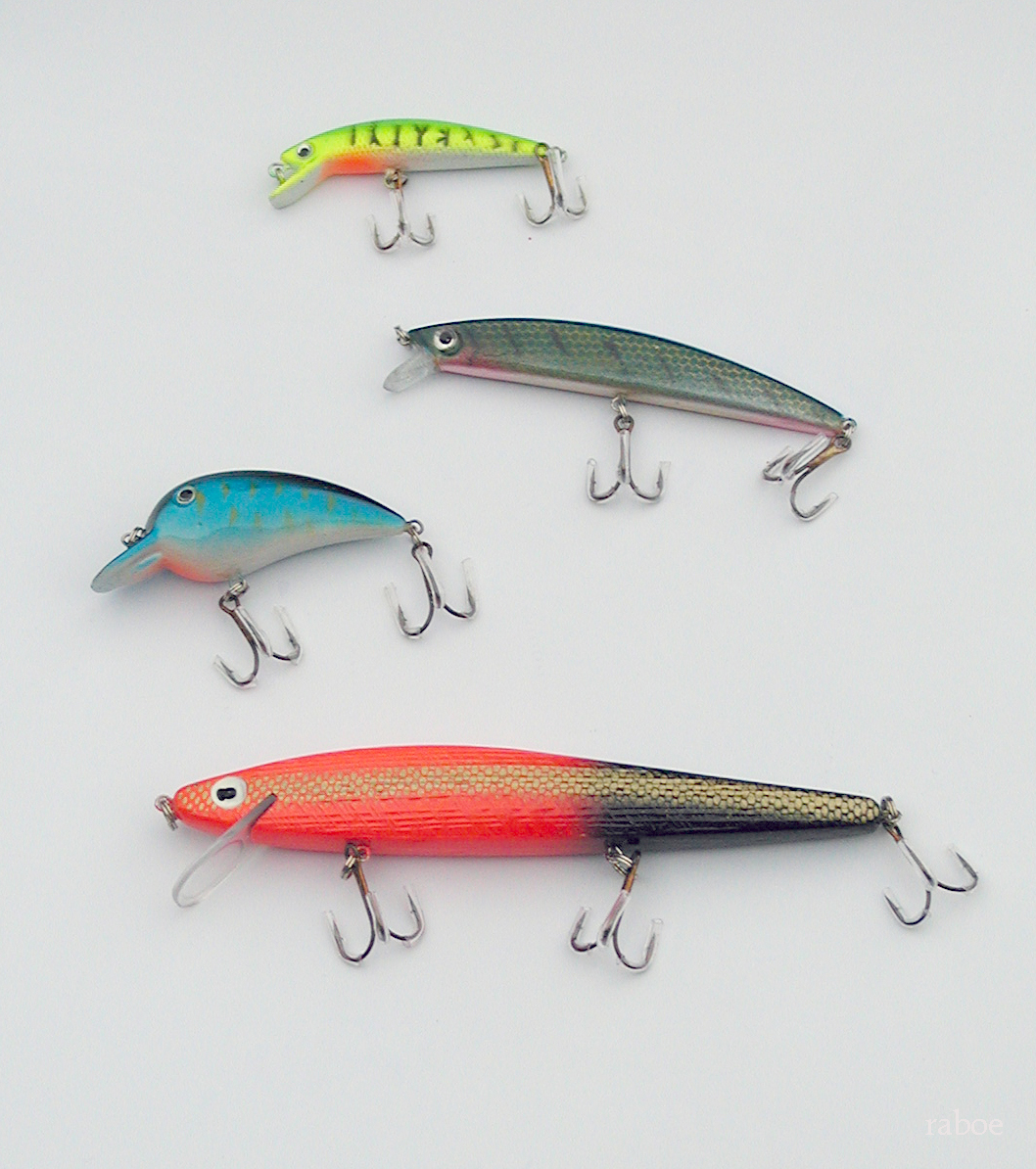
Verzameling plugjes
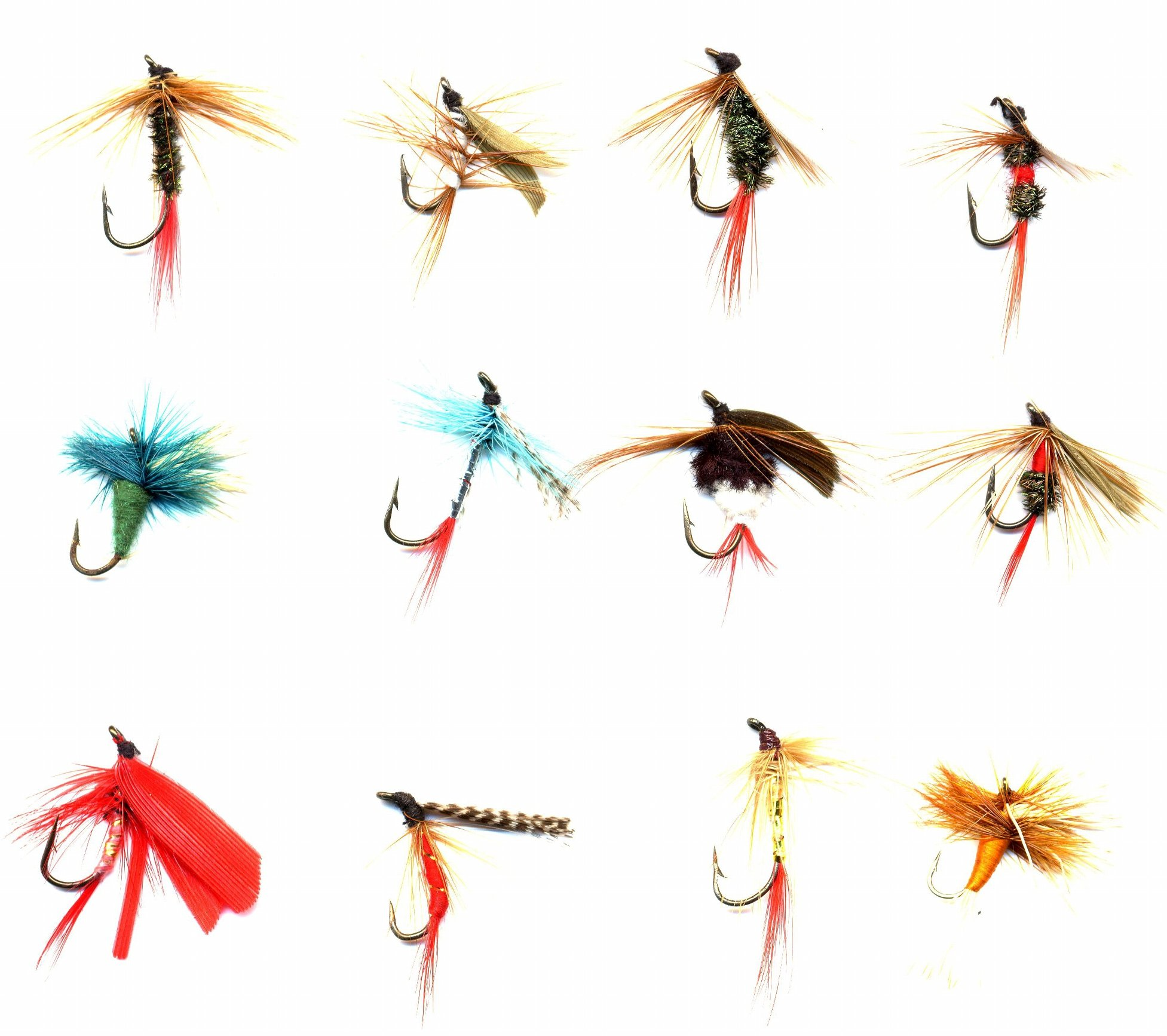
Verzameling kunstvliegen
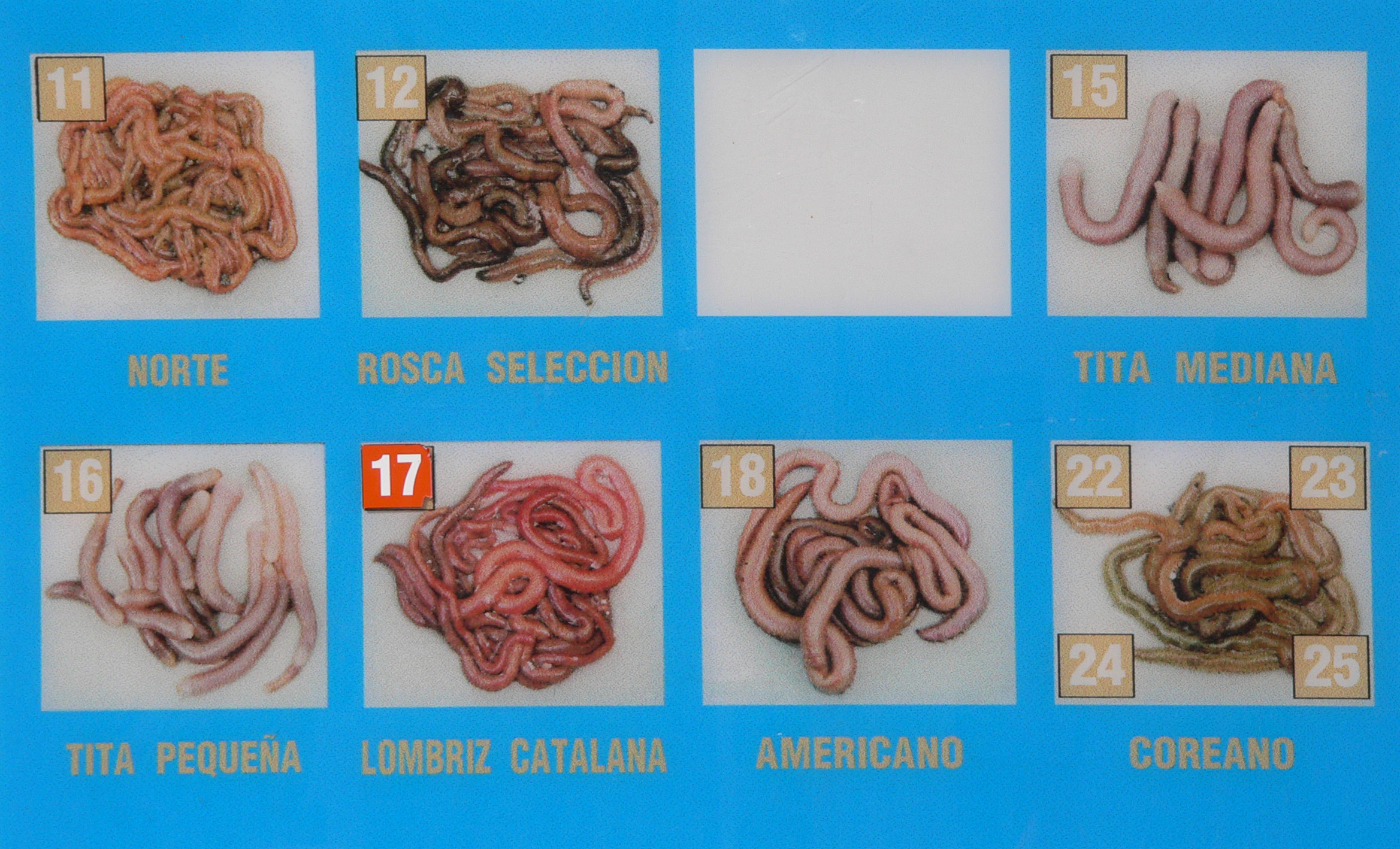
Natuurlijk aas: verschillende regenwormen